# شکار گوزن

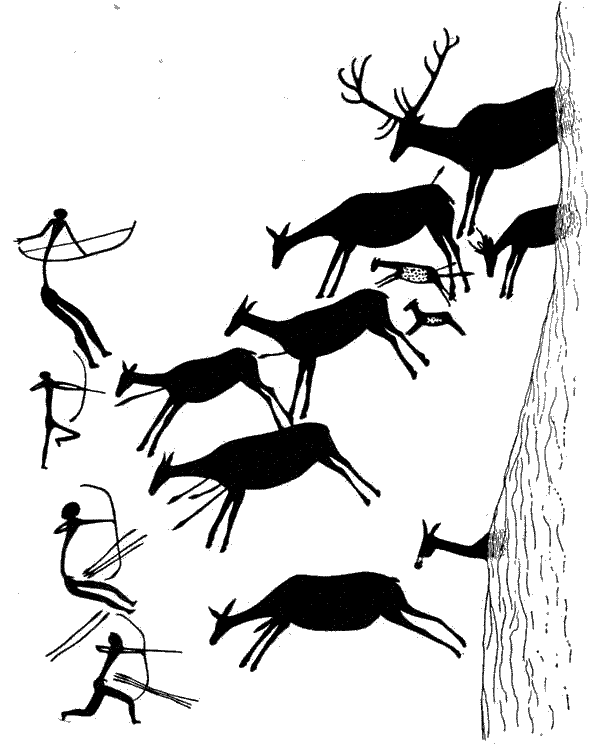
نقاشی دوران نوسنگی از شکار گوزن از اسپانیا

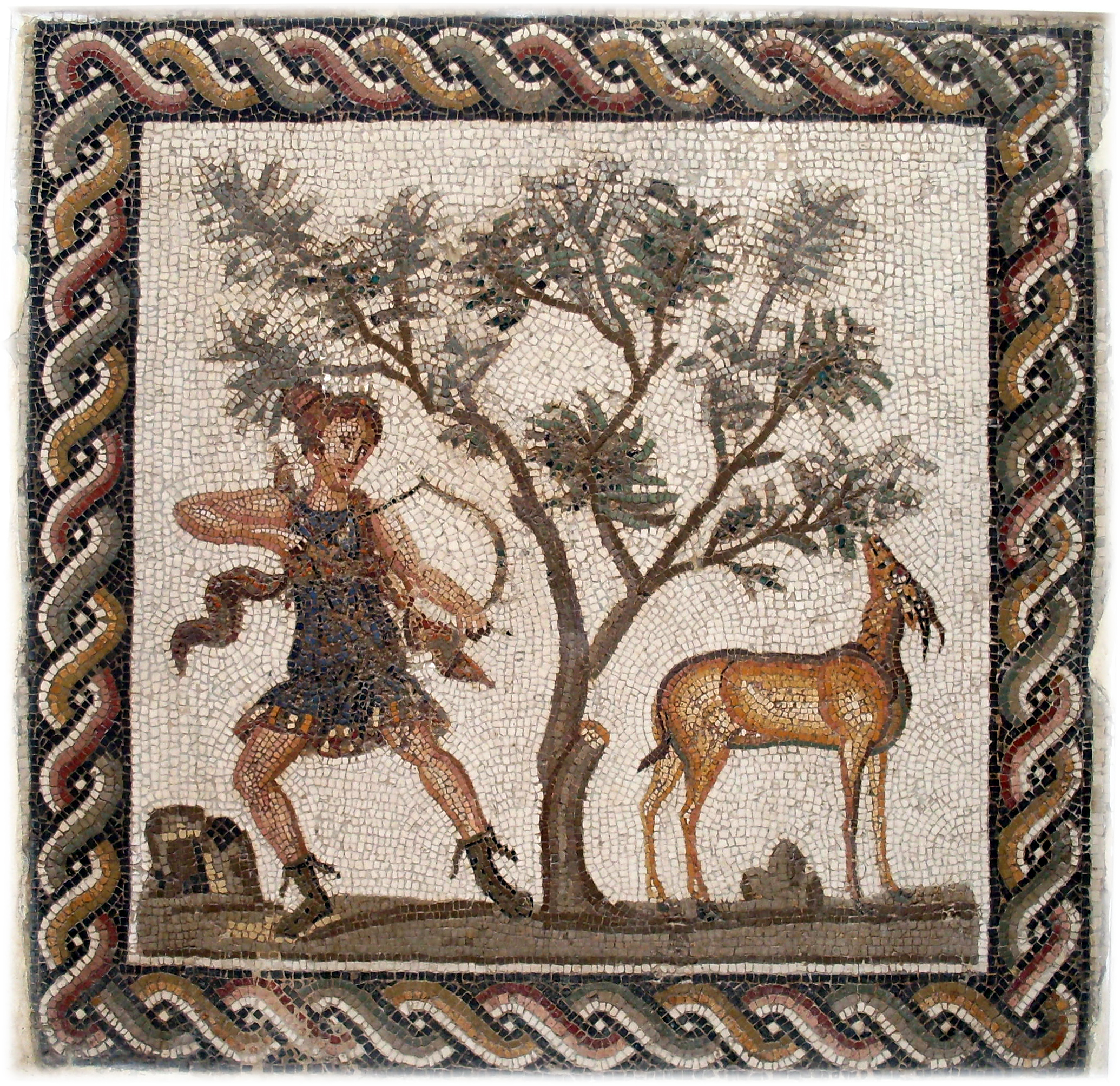
موزاییکی رومی که الهه دیانا را در حال شکار آهو نشان می‌دهد

شکار گوزن (به انگلیسی: Deer hunting)، شکار گوزن برای گوشت و ورزش است؛ فعالیتی که پیشینهٔ آن به ده‌ها هزار سال پیش می‌رسد. گوزن، نام گوشت گوزن، یک منبع غذایی مغذی و طبیعی از پروتئین جانوری است که می‌توان آن را از طریق شکار گوزن به دست آورد. انواع مختلفی از گوزن‌ها در سراسر جهان وجود دارد که برای گوشت شکار می‌شوند. برای ورزش، اغلب شکارچیان سعی می‌کنند تا گوزن‌ها را با بزرگترین و بیشترین شاخ‌ها شکار کنند تا آنها را با استفاده از اینچ به ثمر برسانند. دو دسته مختلف از شاخ‌های معمول و نامعمول وجود دارند. آنها طول شاخک‌ها (tine)، طول تیرک شاخ (beam) و جرم شاخک به جرم شاخ اصلی را اندازه‌گیری می‌کنند. آنها همهٔ این اندازه‌گیری‌ها را برای به دست آوردن یک امتیاز اضافه می‌کنند. این امتیاز نمره بدون کسر است. کسرها زمانی اتفاق می‌افتند که طول تیغه مقابل به اندازه مخالف آن نباشد که آن امتیاز، همان امتیاز کسر شده‌است.